# Кобе
Кобе (на японски: 神戸市, по английската система на Хепбърн: Kōbe-shi, Кобе-ши) е 6-ият по население град в Япония, административен център на префектура Хього.

## География
Разположен в южната част на остров Хоншу на брега на Вътрешно японско море, градът е част от метрополиса Кейханшин, включващ още Осака и Киото. Населението на града е 1 544 767 жители (2011 г.), а общата площ – 552,23 км². В града живеят 45 000 чужденци от над 100 държави.
В Кобе са централните офиси за Япония или Азия на известни международни компании, като Нестле и Проктър енд Гембъл, а също така и на известни японски фирми, като Кавазаки, Асикс и Кобе Стийл.

## История
Историята на Кобе е неизменно свързана с развитието му като пристанищен и търговски град. Според древните японски хроники Нихон Коки, още през VIII век на това място е съществувал пристан, известен под името Овада-но-томари (на японски: 大和田泊). Според съставеното от Миоши Киоцура през 914 г. държавно проучване Икенфуджи, Овада-но-томари бил един от петте порта, изградени от будисткия монах Даисоджо Гьоки по линията Сецу – Харима. В края на периода Хейан (1173 г.) Овада-но-томари е доизграден и разширен от Тайра-но-Киомори, основателя на клана Хейке и пристанището се превръща в център на търговията с китайската династия Сун. През 1180 година, под влиянието на Киомори, императорския двор се измества от Киото във Фукухара – район, намиращ се непосредствено до Овада-но-томари в подножието на планината Рокко. Макар че още същата година императорския двор се връща обратно в Киото, за период от 5 месеца Фукухара служи като столица на Япония.
След смъртта на Киомори и поражението на клана Хейке във войната Генпей изграждането на пристанището е временно преустановено. В началото на периода Камакура (1198 г.), след петиция на будиския монах Чоген от храма Тодайджи, шогуната отпуска средства за реконструкция. По същото време името на пристанището е променено на Хього-но-цу (на японски: 兵庫津). Доброто му географско разположение върху основни транспортни пътища, както и близостта му до известните храмове Тодайджи и Кофукуджи спомагат за бързото му развитие и скоро то се превръща във важен център на вътрешната търговия в Япония. С настъпването на периода Муромачи, под патронажа на шогун Ашикага Йошимицу се възобновяват търговските и дипломатически контакти с Китай (династията Мин), както и с корейската династия Чосон. По такъв начин Хього-но-цу отново си връща статуса на международно пристанище.
По време на войната Онин (1467 – 1477) района на сегашно Кобе, става сцена на множество битки, в резултат на което пристанището е опожарено и запада за следващите 100 години. В началото на периода Азучи-Момояма областта става част от васалния имот на Икеда Цунеоки. През 1581 г. той изгражда в близост до пристанището замъка Хього, около който постепенно започват да се оформят чертите на нов град.
С въведеното от шогуната Токугава ново административно деление през 1613 г., западната част на сегашния град заедно с пристанището Хього-но-цу минава към феодалното владение Амагасаки (Амагасаки-хан), източната част – към феодалното владение Акаши (Акаши-хан), а централната – под директното управлението на шогуната. Въведената политика на външна изолация на страната определя развитието на региона като вътрешно-търговски център за следващите две столетия. Хього-но-цу става част от морския търговски маршрут Нишимавари-коро, свързващ Вътрешно японско море с Хокурику. Пристанището се е използвало и като междинна станция по сухоземния път Саигоку-каидо, свързващ Едо (днешно Токио) с Шимоносеки. През 1769 г. Хього-но-цу преминава в района под управлението на централната власт, а населението му по това време наброява около 20 хиляди души.
В резултата на договорите Ансей (1858 г.), под натиска на западните сили, шогуната Токугава изоставя изолационистката външна политика и решава да открие страната за международна търговия. Хього-но-цу е избрано за едно от петте места, откъдето да се осъществяват контактите с чуждите търговци. Впоследствие централната власт решава да изгради ново пристанище в малкото рибарско селище Кобе, намиращо се непосредствено Хього-но-цу. За да се бъде считано за нарушение на клаузите на договорите, новото пристанище е наименувано Хього и е открито на 1 януари 1868 година. По същото време започва изграждането на специален жилищен квартал за чужденци (Кьорючи) между реките Икутагава и Уджигава. За кратко време се откриват много резиденции в западен стил (Иджинкан) в района на Китано, а в съседство на Кьорючи се заселват много китайци, които полагат основите на сегашния китайски квартал в Кобе (Нанкинмачи).
С настъпването на революцията Мейджи се премахва феодалната ханова система и се преминава към разделянето на територията на префектури, като Кобе и околоността стават част от префектурата Хього. През 1879 г. пристанището е преименувано на Кобе, а през април 1889, след обединяването на няколко селища е официално създаден град Кобе с население около 135 000 души и територия от 22 хил. км². Освен търговска дейност, в Кобе започва да се развива и тежката промишленост – най-вече корабостроителна и стоманодобивна. Участието на Япония в няколко войни по това време води и до увеличаване на поръчките за военноморския флот, което допълнително спомага за бързото развитие и индустриализиране на града. Така до началото на Втората световна война населението на града достига един милион души, а територията му се увеличава на 110 хил. км².
По време на Втората световна война Кобе е подложен на масирани бомбардировки от американската авиация. Особено тежки са те на 17 март 1945 година, когато градът е атакуван със запалителни бомби. Общият брой за загиналите от бомбардировките възлиза на 7491 души, а около 142 хил. домове са разрушени. След края на войната е възприет план за възстановяване на Кобе, като в територията на града са включени част от съседните райони. Градът бързо се възстановява като международно пристанище и промишлен център и през 1958 територията му достига 529,58 хил. км², а населението отново преминава един милион души.
Въпреки икономическия бум, който преживява Япония по това време, Кобе изостава в развитието в сравнение с останалите големи градове най-вече заради ограничената територия, както и поради имиджа му на град на тежката промишленост. По тези причини, през втората половина на XX век градската управа предприема мерки в тези насоки. Териториалния проблем е решен с изграждането на два изкуствени острова, а градът започва да се представя като център на културата и модата. Икономическият фокус се премества върху развитието на високотехнологични отрасли, международните връзки и търговия, като в началото на 90-те Кобе се превръща в едно от най-големите по натовареност пристанища в света и номер едно в Япония.
На 17 януари 1995 Кобе е разтърсен от голямото земетресение Ханшин-Аваджи със степен 6,9 по скалата на Рихтер. В резултат на земетресението загиват 6434 души, а над 300 хиляди души остават без покрив. Тежко е засегната и пристанищната част на града. Въпреки реконструкционните работи, пристанището не успява да възстанови напълно предишния обем си дейност към 2009 г. е едва четвъртият по натовареност порт в Япония. В памет на загиналите в земетресението всяка година в началото на декември се организира светлинното шествие Луминарие.

## География

### Географско положение
Кобе се намира в югозападната част на остров Хоншу. Градът е разположен в тясната ивица между планината Рокко на север и Вътрешно японско море на юг. Протокът Акаши разделя Кобе от остров Аваджи на югозапад, а на изток се намира Осакският залив.

### Климат
Климатът в Кобе е умерен, като планината Рокко спира ветровете от север, а нос Вада – ветровете от запад. През зимата времето е сухо и рядко вали дъжд или сняг, а температурите почти не падат под нулата. Дъждовният период започва от края на май и продължава до началото на юли, а лятото е горещо с висока влажност. В началото на септември започва сезонът на тайфуните, макар че в Кобе силата им не е голяма поради отдалечеността на града от Тихия океан.
|                             | Януари | Февруари | Март | Април | Май   | Юни   | Юли   | Август | Септември | Октомври | Ноември | Декември | Средно за годината |
| --------------------------- | ------ | -------- | ---- | ----- | ----- | ----- | ----- | ------ | --------- | -------- | ------- | -------- | ------------------ |
| Средна температура(℃)       | 5.7    | 5.8      | 8.9  | 14.7  | 19.2  | 23    | 26.8  | 28     | 24.6      | 19       | 13.5    | 8.4      | 16.5               |
| Общо количество валежи (mm) | 38.9   | 54.2     | 90.8 | 121.4 | 142.1 | 189.6 | 145.8 | 100    | 171.4     | 106      | 64.7    | 39.8     | 1264.7             |

(според официалния сайт на Японската метеорологична агенция)

### Административно деление и управление
Град Кобе е административен център на префектура Хього и на изток граничи с градовете Ашия, Нишиномия и Такаразука, на север – с Мики и Санда, а на запад – с Акаши и Инами.
Кобе е дезигниран с указ на правителството град и е разделен на девет градски района (ку):
- 1. Ниши-ку
- 2. Кита-ку
- 3. Таруми-ку
- 4. Сума-ку
- 5. Нагата-ку
- 6. Хього-ку
- 7. Чуо-ку
- 8. Нада-ку
- 9. Нишинада-ку

## Население
Към 1 януари 2011 населението на Кобе по изчисления на градската управа е 1 544 767, а броят на домакинствата е 684 925. Градът е силно урбанизиран с 2974 души/км² (при средно за страната – 847 души/км²). Към 2009 година в града са регистрирани 44 455 чужденци, като сред тях най-голям е броя на корейците – 20 952, следвани от китайци – 14 105 и виетнамци – 1430.

## Икономика
Кобе е част от индустриалния регион Ханшин. Основни отрасли за града са корабостроенето, тежкото машиностроение и стоманодобивната промишленост. Важна за града е и ролята на търговията, като пристанище Кобе се нарежда на четвърто място в Япония по брой на обработени контейнери. Кобе е световноизвестен и със своето телешко месо, приготвяно от специална порода добитък.
По данни от 2007 година, номиналният БВП на град Кобе е 6,15 трилиона йени, като реалният БВП за същата година (по цени от 2000 г.) се равнява на 6,68 трилиона йени. Средният доход на глава от населението за Кобе за 2007 г. възлиза на 3.05 милиона йени при среден доход за страната – 2.93 милиона йени. Безработица в Кобе към март 2010 е била 4,9%.
Японски фирми, базирани в Кобе:
- Кавазаки тежка индустрия (мотори, авиационни машини, влаково машиностроене)
- Кавазаки Кисен (морски транспорт)
- Кавазаки Зосен (корабостроителство)
- Кобе Стийл (стоманодобив)
- Сумитомо Гому Когьо (гумени и каучукови изделия)
- Мицубоши Беруто (гумени изделия)
- Асикс (футболни и спортни артикули)

Чуждестранни фирми, базирани в Кобе:
- Проктър енд Гембъл
- Нестле
- Берингер Ингелхаим
- Ели Лили
- Той Ар Ас

## Спорт
Спортни клубове, базирани в Кобе:
- Висел Кобе – футбол
- Орикс Бъфалос – бейзбол
- Кобелко Стийлърс – ръгби

## Личности
Родени
- Амели Нотомб (р. 1967), белгийска писателка[20]

## Побратимени градове
- Барселона (Испания) от 1993 г.
- Бризбейн (Австралия) от 1985 г.
- Йоханесбург, ЮАР
- Марсилия (Франция)
- Рига (Латвия)
- Рио де Жанейро (Бразилия)
- Ротердам (Нидерландия)
- Сиатъл (Вашингтон, САЩ)
- Тяндзин (Китай)
- Филаделфия (Пенсилвания, САЩ)